# صوفيا علوي
صوفيا علوي (مواليد 1990 في الدار البيضاء)، هي مُخرجة وكاتبة سيناريو فرنسية مغربية.

## وصلات خارجية
- صوفيا علوي على موقع IMDb (الإنجليزية)
- صوفيا علوي على موقع ألو سيني (الفرنسية)
- صوفيا علوي على موقع قاعدة بيانات الفيلم (الإنجليزية)